# Gens Tícia
La gens Tícia (en llatí: Titia gens) va ser una gens romana d'origen plebeu que comença a aparèixer durant el període republicà, però sense sortir de l'obscuritat fins a un període molt tardà. Cap dels seus membres va obtenir el consolat durant la república, però l'any 31 aC, als inicis de l'Imperi, va ser cònsol Marc Tici.
Durant l'Imperi van portar diversos cognoms. Per altra banda, Ticià fou un cognomen derivat del gentilici Tici.

## Personatges
- Gai Tici, cavaller i orador romà de final del segle ii aC.
- Gai Tici, polític romà de començament del segle i aC.
- Sext Tici, tribú de la plebs el 99 aC.
- Publi Tici, tribú de la plebs el 43 aC.
- Marc Tici el Vell, polític romà proscrit el 43 aC.
- Marc Tici el Jove, cònsol romà el 31 aC.
- Tici Septimi, amic d'Horaci.
- Tici Sabí, amic de Germànic.
- Tici Aristó, jurista romà dels temps de Trajà.
- Tici Aquilí, cònsol l'any 125.
- Tici Flavi Ticià, governador de la Tarraconense entre el 199 i el 208.
- Publi Tici Perpetu, cònsol el 237.
- Tici, escultor romà.